# Léglise
Léglise ist eine belgische Gemeinde im Bezirk Neufchâteau der Provinz Luxemburg.
Die Gemeinde zählt 5839 Einwohner (Stand 1. Januar 2024). Zu ihr gehören die Ortschaften Léglise, Assenois, Ebly, Mellier und Witry.

## Politik
Auf Beschluss des Gemeinderates wurde ab 2011 zwischen Mitternacht und vier Uhr morgens die Beleuchtung ausgeschaltet. Dadurch werden etwa 10.000 Euro pro Jahr eingespart.

## Persönlichkeit der Gemeinde
- Adam Chenot (1722–1789), Pestarzt und Protomedicus in Siebenbürgen, (geboren in der Mühle in Habaru, inzwischen zu Assenois gehörend)
- Robert Nicolas (1920–1944), römisch-katholischer Geistlicher und Märtyrer

## Weblinks

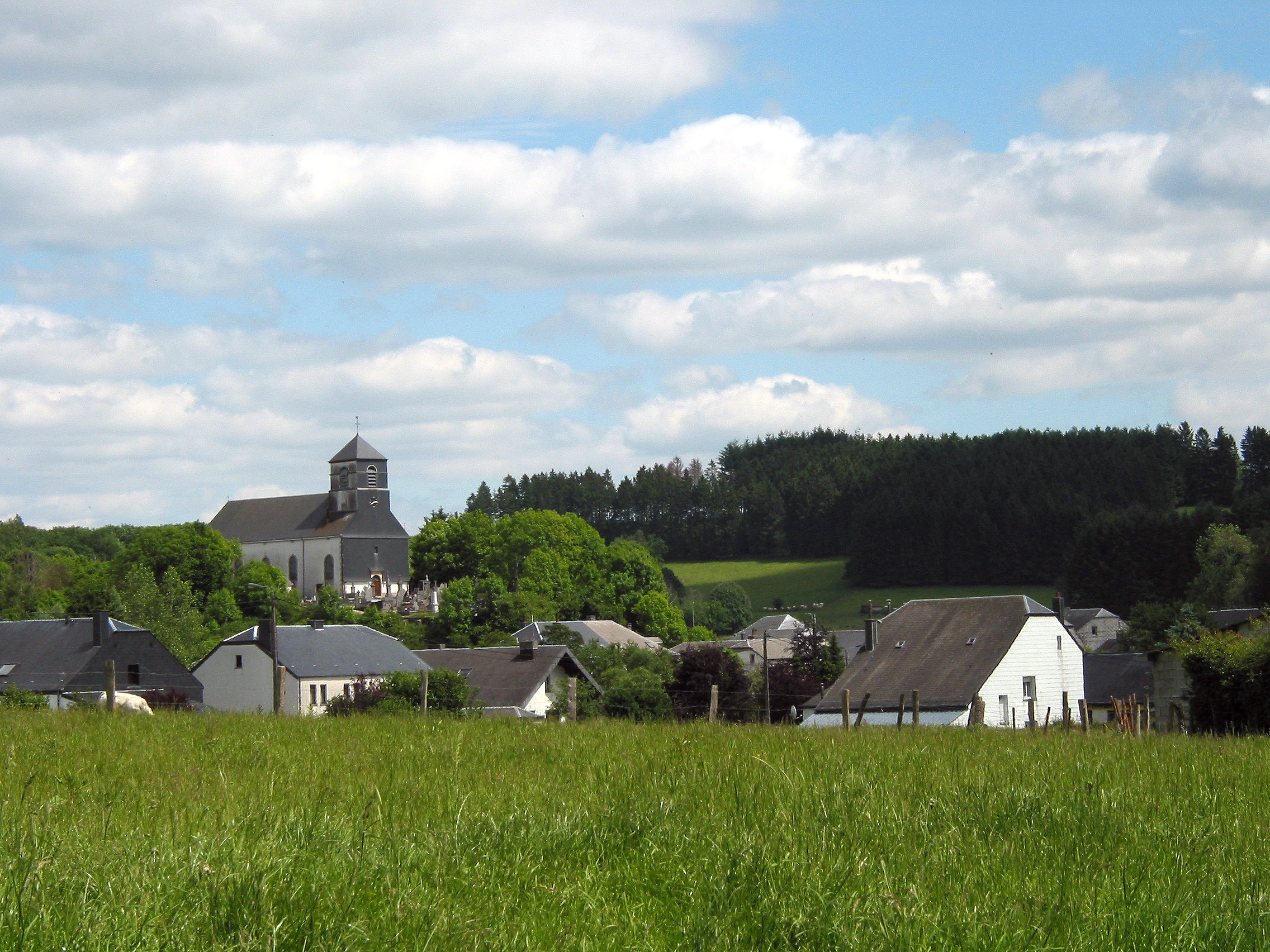
Blick auf Léglise